# Tavistock (Nueva Jersey)
Tavistock es un borough ubicado en el condado de Camden en el estado estadounidense de Nueva Jersey. En el año 2010 tenía una población de 5 habitantes y una densidad poblacional de 7,14 personas por km².

## Geografía
Tavistock se encuentra ubicado en las coordenadas 39°52′30″N 75°01′41″O / 39.87500, -75.02806.

## Demografía
Según la Oficina del Censo en 2000 los ingresos medios por hogar en la localidad eran de $58,750 y los ingresos medios por familia eran $36,875. Los hombres tenían unos ingresos medios de $76,250 frente a los $46,250 para las mujeres. La renta per cápita para la localidad era de $14,600. Alrededor del 21.7% de la población estaba por debajo del umbral de pobreza.